# Resistenza (Chagall)
Resistenza è un dipinto a olio su tela (168x103 cm) realizzato tra il 1937 ed il 1948 dal pittore Marc Chagall.
È conservato nel Centre Pompidou di Parigi.